# Alpine Ski-Juniorenweltmeisterschaften 1987
Die 6. Alpinen Ski-Juniorenweltmeisterschaften fanden vom 20. bis 22. März 1987 im schwedischen Sälen statt. Die Abfahrtsrennen wurden am 26. März 1987 im norwegischen Hemsedal ausgetragen.

## Männer

### Abfahrt
| Platz | Land | Sportler          | Zeit (min) |
| ----- | ---- | ----------------- | ---------- |
| 1     | SUI  | Urs Lehmann       | 1:25,72    |
| 2     | USA  | Tommy Moe         | 1:25,80    |
| 3     | AUT  | Wolfgang Erharter | 1:25,86    |
| 4     | ITA  | Roger Pramotton   | 1:25,90    |
| 5     | TCH  | Adrián Bíreš      | 1:25,91    |
| 6     | ITA  | Kristian Ghedina  | 1:25,92    |

Datum: 26. März

Ort: Hemsedal

### Riesenslalom
| Platz | Land | Sportler             | Zeit (min) |
| ----- | ---- | -------------------- | ---------- |
| 1     | SUI  | Thomas Wolf          | 2:31,70    |
| 2     | AUT  | Wolfgang Erharter    | 2:32,30    |
| 3     | TCH  | Adrián Bíreš         | 2:33,38    |
| 4     | USA  | Tommy Moe            | 2:33,42    |
| 5     | SUI  | Michael von Grünigen | 2:33,46    |
| 6     | ITA  | Patrick Holzer       | 2:33,69    |

Datum: 22. März

Ort: Sälen

### Slalom
| Platz | Land | Sportler             | Zeit (min) |
| ----- | ---- | -------------------- | ---------- |
| 1     | ITA  | Roger Pramotton      | 1:50,95    |
| 2     | SUI  | Michael von Grünigen | 1:51,16    |
| 3     | TCH  | Adrián Bíreš         | 1:51,46    |
| 4     | ITA  | Fabrizio Tescari     | 1:52,00    |
| 5     | AUT  | Wolfgang Erharter    | 1:52,19    |
| 6     | FRG  | Tobias Barnerssoi    | 1:52,75    |

Datum: 21. März

Ort: Sälen

### Kombination
| Platz | Land | Sportler          |
| ----- | ---- | ----------------- |
| 1     | AUT  | Wolfgang Erharter |
| 2     | TCH  | Adrián Bíreš      |
| 3     | ITA  | Roger Pramotton   |

Datum: 21./26. März
Die Kombination bestand aus der Addition der Ergebnisse aus Abfahrt, Riesenslalom und Slalom.

## Frauen

### Abfahrt
| Platz | Land | Sportlerin         | Zeit (min) |
| ----- | ---- | ------------------ | ---------- |
| 1     | AUT  | Marika Daxer       | 1:29,50    |
| 2     | AUT  | Sabine Ginther     | 1:29,81    |
| 3     | ITA  | Deborah Compagnoni | 1:29,85    |
| 4     | URS  | Olga Kurdatschenko | 1:30,09    |
| 5     | FRG  | Carola Spatschil   | 1:30,40    |
| 6     | ITA  | Roberta Serra      | 1:30,83    |

Datum: 26. März

Ort: Hemsedal

### Riesenslalom
| Platz | Land | Sportlerin         | Zeit (min) |
| ----- | ---- | ------------------ | ---------- |
| 1     | ITA  | Deborah Compagnoni | 2:22,07    |
| 2     | AUT  | Petra Kronberger   | 2:22,80    |
| 3     | URS  | Olga Kurdatschenko | 2:22,93    |
| 4     | AUT  | Sabine Ginther     | 2:23,27    |
| 5     | AUT  | Elfi Eder          | 2:23,45    |
| 6     | FRA  | Régine Cavagnoud   | 2:23,78    |

Datum: 20. März

Ort: Sälen

### Slalom
| Platz | Land | Sportlerin           | Zeit (min) |
| ----- | ---- | -------------------- | ---------- |
| 1     | AUT  | Ingrid Stöckl        | 1:39,41    |
| 2     | USA  | Heidi Voelker        | 1:39,74    |
| 3     | USA  | Kimberly Schmidinger | 1:39,84    |
| 4     | YUG  | Katjuša Pušnik       | 1:39,93    |
| 5     | AUT  | Petra Kronberger     | 1:39,99    |
| 6     | USA  | Monique Pelletier    | 1:40,67    |

Datum: 21. März

Ort: Sälen

### Kombination
| Platz | Land | Sportler             |
| ----- | ---- | -------------------- |
| 1     | AUT  | Sabine Ginther       |
| 2     | URS  | Olga Kurdatschenko   |
| 3     | FRG  | Carola Spatschil     |
| 4     | USA  | Kimberly Schmidinger |
| 5     | USA  | Heidi Voelker        |
| 6     | TCH  | Pavlina Schimmerová  |

Datum: 20./26. März
Die Kombination bestand aus der Addition der Ergebnisse aus Abfahrt, Riesenslalom und Slalom.

## Medaillenspiegel
| Platz | Land               | Gold | Silber | Bronze | Gesamt |
| ----- | ------------------ | ---- | ------ | ------ | ------ |
| 1     | Österreich         | 4    | 3      | 1      | 8      |
| 2     | Schweiz            | 2    | 1      | –      | 3      |
| 3     | Italien            | 2    | –      | 2      | 4      |
| 4     | Vereinigte Staaten | –    | 2      | 1      | 3      |
| 5     | Tschechoslowakei   | –    | 1      | 2      | 3      |
| 6     | Sowjetunion        | –    | 1      | 1      | 2      |
| 7     | BR Deutschland     | –    | –      | 1      | 1      |